# Cantone di Charny-sur-Meuse
Il Cantone di Charny-sur-Meuse era una divisione amministrativa dell'arrondissement di Verdun.
È stato soppresso a seguito della riforma complessiva dei cantoni del 2014, che è entrata in vigore con le elezioni dipartimentali del 2015.
Comprendeva i comuni di:
- Beaumont-en-Verdunois
- Belleville-sur-Meuse
- Béthelainville
- Béthincourt
- Bezonvaux
- Bras-sur-Meuse
- Champneuville
- Charny-sur-Meuse
- Chattancourt
- Cumières-le-Mort-Homme
- Douaumont
- Fleury-devant-Douaumont
- Fromeréville-les-Vallons
- Haumont-près-Samogneux
- Louvemont-Côte-du-Poivre
- Marre
- Montzéville
- Ornes
- Samogneux
- Thierville-sur-Meuse
- Vacherauville
- Vaux-devant-Damloup